# Громадська сільська рада (Любарський район)
Громадська сільська рада — колишня адміністративно-територіальна одиниця та орган місцевого самоврядування у Любарському районі Житомирської області України з адміністративним центром у с. Громада.

## Населені пункти
Сільській раді були підпорядковані населені пункти:
- с. Громада

## Населення
Станом на 5 грудня 2001 року, відповідно до перепису населення України, кількість мешканців сільської ради становила 1 505 осіб.

## Склад ради
Рада складалася з 16 депутатів та голови.

## Керівний склад сільської ради
| ПІБ                           | Основні відомості                                                 | Дата обрання | Дата звільнення |
| ----------------------------- | ----------------------------------------------------------------- | ------------ | --------------- |
| Катанаха Тетяна Броніславівна | Сільський голова, 1969 року народження, освіта, позапартійна      | 26.03.2006   | 31.10.2010      |
| Катанаха Тетяна Броніславівна | Сільський голова, 1969 року народження, освіта вища, позапартійна | 31.10.2010   |                 |

Примітка: таблиця складена за даними джерела

## Історія
Створена 18 травня 1994 року, відповідно до рішення Житомирської обласної ради «Про утворення Громадської сільської ради Любарського району», в с. Громада Стрижівської сільської ради Любарського району Житомирської області.
Ліквідована 20 листопада 2017 року внаслідок об'єднання до складу Любарської селищної територіальної громади Любарського району Житомирської області.